# Gyrus fusiformis

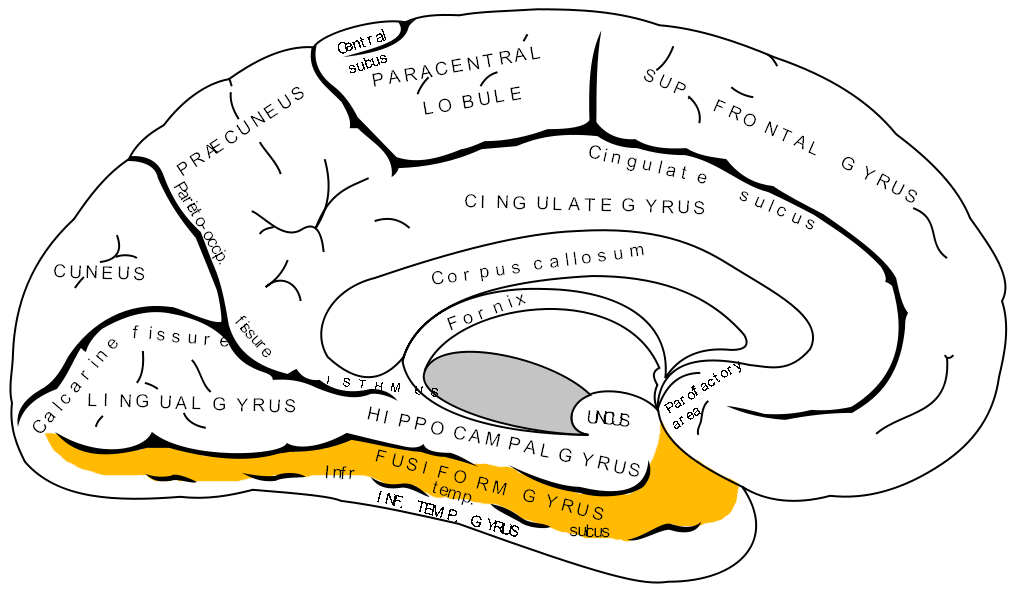
Sagittalschnitt durch das Gehirn. Nach Gray: Gyrus fusiformis mittig unten verortet (orange hervorgehoben).

Der Gyrus fusiformis, Gyrus occipitotemporalis lateralis oder Spindelwindung ist eine Gehirnwindung (von griechisch Gyrus „Windung“ und von lateinisch fusus „Spindel“) der Großhirnrinde des Schläfenlappens.

## Anatomische Lage
Der Gyrus fusiformis wird dem Temporallappen zugerechnet. Seitlich wird er vom Sulcus occipitotemporalis begrenzt und ist dem Gyrus temporalis inferior benachbart, zur Mitte hin (medial) wird er vom Sulcus rhinicus und Sulcus collateralis begrenzt und ist dem Gyrus occipitotemporalis medialis benachbart.

## Funktion und Schädigung
Die Fusiform Face Area (FFA) des Gyrus fusiformis, insbesondere des rechten Schläfenlappens, ist zur Erkennung von Gesichtern notwendig. Angrenzend an die FFA liegt die Fusiform Body Area (FBA), die bei der Erkennung von Körpern und Körperteilen eine Rolle spielt.
Durch Schädigung oder Inaktivierung des Gyrus fusiformis in der Fusiform Face Area (FFA) – vor allem in der rechten Gehirnhälfte – kommt es zur Prosopagnosie (Gesichtsblindheit), einer Krankheit, bei der man (bekannte) Personen nicht mehr anhand ihrer Gesichter erkennen kann. Bei sehr großen Läsionen kann man sich selbst nicht mehr im Spiegel erkennen. Insgesamt dient der Gyrus fusiformis also der Identifikation größerer, abstrakter Objektkategorien.
Im linken Gyrus fusiformis befindet sich die Visual Word Form Area (VWFA), welche bei der Verarbeitung von Wörtern eine wichtige Rolle spielt. Sie zeigt sowohl beim Lesen orthographisch vertrauter Buchstabenketten als auch beim Buchstabieren vertrauter Wörter erhöhte Aktivität. Eine Störung der Funktion der VWFA, beispielsweise durch physische Schädigung dieser oder der ihr in der Informationsverarbeitung vorgelagerten Bereiche, führt häufig zu Dyslexie.
Schädigungen des Gyrus fusiformis werden außerdem mit einer Beeinträchtigung der Farbwahrnehmung bis hin zur Achromatopsie in Verbindung gebracht, was darauf hindeutet, dass er in die Farbwahrnehmung involviert ist.